# Гаи-за-Рудовский сельский совет (Зборовский район)
Гаи-за-Рудовский сельский совет (укр. Гаї-за-Рудівська сільська рада) — входит в состав
Зборовского района
Тернопольской области
Украины.
Административный центр сельского совета находится в 
с. Гаи-за-Рудою.

## История
- 1992 — дата образования.

## Населённые пункты совета
- с. Гаи-за-Рудою